# Rotsee
Der Rotsee, veraltet auch Rootsee, ist ein 2,5 Kilometer langer und bis zu 250 Meter breiter See nahe der Stadt Luzern im Schweizer Kanton Luzern. Das Gebiet des Sees ist ein Naherholungszentrum, die Uferbereiche sind Naturschutzgebiet. Der Abfluss des Rotsees ist die Ron, diese fliesst durch das Rontal vorbei an Ebikon und Dierikon und mündet schliesslich bei Root in die Reuss.
Entlang des Nordufers verläuft eingleisig die Bahnstrecke Zug–Luzern der Schweizerischen Bundesbahnen.

## Nutzung
Der See eignet sich sehr gut für Ruderregatten: Mit einer Länge von 2,5 Kilometern und seiner geraden Form bildet er eine natürliche Regattastrecke – die international übliche Wettkampfdistanz beim Rudern beträgt 2000 Meter. Der See wird durch sanfte Hügel umrandet und ist dadurch vor Wind geschützt, der Durchfluss und somit die Strömung sind minimal. Der natürliche See bietet so gute Wettkampfbedingungen, dass er in Ruderkreisen auch «Göttersee» genannt wird.
Jährlich findet auf dem Rotsee die Ruderwelt Luzern (auch Rotsee-Regatta genannt) als eine der drei Austragungen des Ruder-Weltcups statt, eine der bedeutendsten Ruderregatten der Welt. Auf dem Rotsee werden seit 1933 Ruder-Regatten durchgeführt. 1962, 1974, 1982 und 2001 wurden hier die Ruder-Weltmeisterschaften ausgerichtet. Im November 2024 hat der Rotsee den Zuschlag für die Weltmeisterschaft 2027 erhalten.
Ebenfalls jährlich wird der Rotseelauf durchgeführt. Im Jahr 2019 wurde der Zehn-Kilometer-Lauf zum 50. Mal ausgetragen.
Am Südufer befindet sich zudem eine kleine Badeanstalt, die Rotsee-Badi, welche in den Sommermonaten geöffnet ist.

## Geologie
Der Rotsee ist ein typischer Gletscherrandsee. In einer Zwischeneiszeit war er zwischenzeitlich Flussbett der Reuss.

## Limnologie
Der See ist zeitweise meromiktisch (d. h. oligomiktisch) und daher geschichtet.

## «Seegfrörni»
In kalten Wintern friert der See gelegentlich vollständig zu, so dass das Eis von den Behörden zum Begehen und Schlittschuhlaufen freigegeben werden kann. Letztmals kam es in den Jahren 1986 und im Februar 2012 zu einer Seegfrörni.

## Bilder

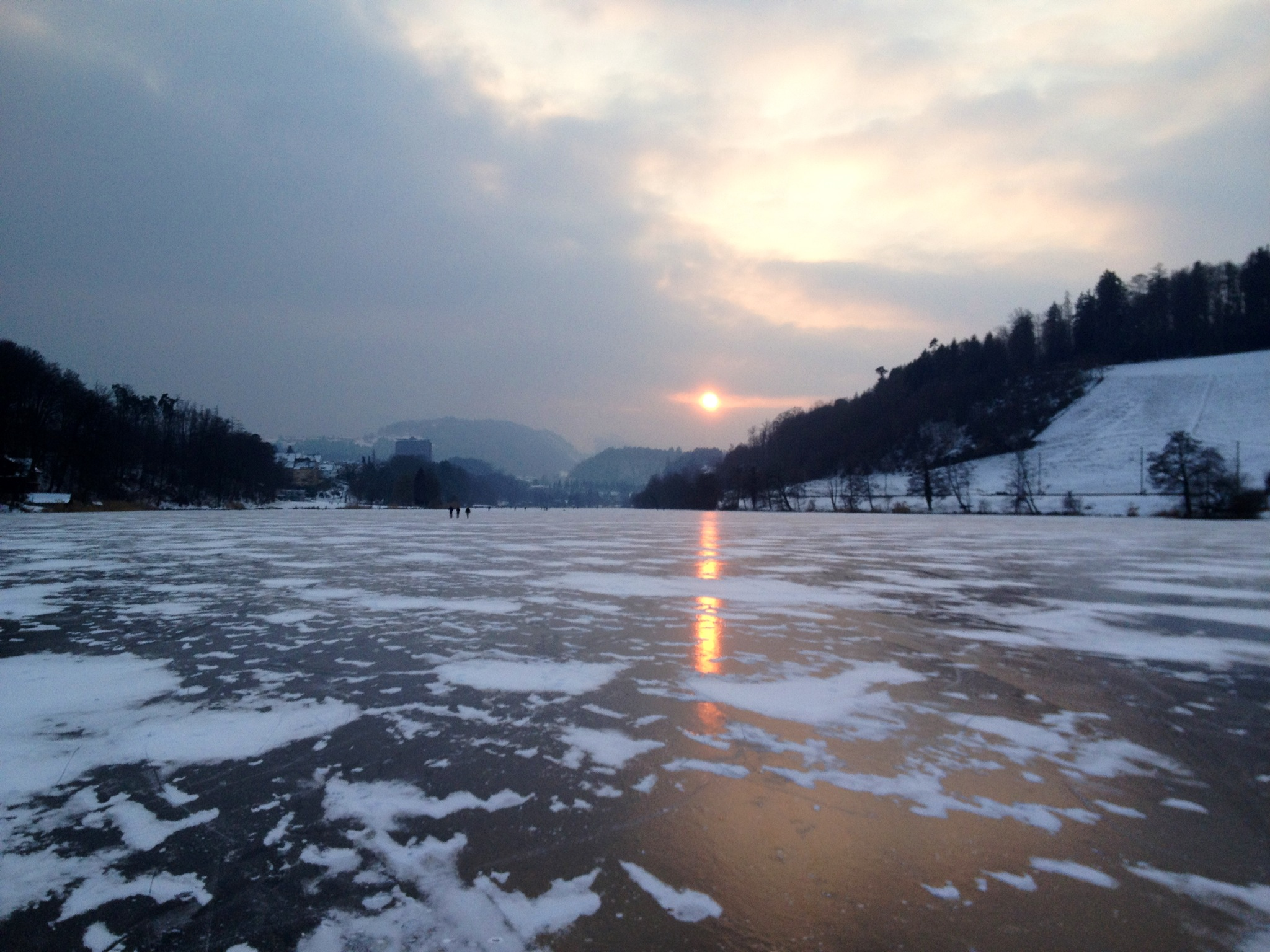
Zugefrorener See im Februar 2012
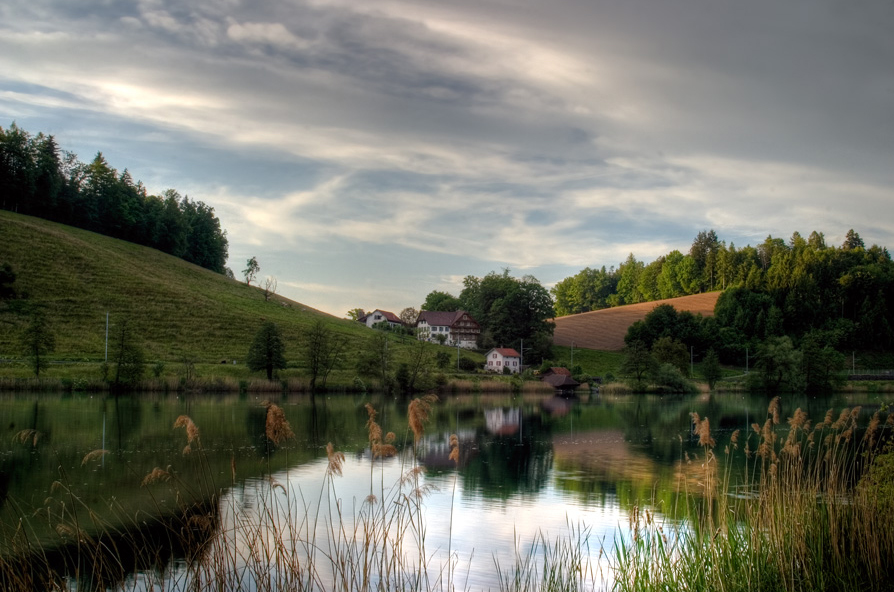
Nordufer mit Seehof bei Sonnenuntergang